# Наньюань (аэропорт)
Пекинский аэропорт Наньюань (кит. упр. 北京南苑机场, пиньинь Běijīng Nányuàn Jīchǎng) — один из аэропортов Пекина (КНР).
Аэропорт Наньюань был открыт в 1910 году, являясь, таким образом, старейшим аэропортом Китая. В настоящее время его территория относится к пекинскому району Фэнтай, аэропорт расположен в 3 километрах к югу от 4-й кольцевой автодороги.
Аэродром в основном используется в военных целях. Единственной авиакомпанией, осуществляющей отсюда коммерческие рейсы, является China United Airlines. Для гражданских авиаперевозок имеется терминал, способный принять 1,2 миллиона пассажиров в год.
Закрыт для гражданских рейсов 25 сентября 2019 года после открытия нового аэропорта Дасин.